# جو بیلی (بازیکن فوتبال اهل انگلستان)
جو بیلی (انگلیسی: Joe Bailey; ۹ فوریهٔ ۱۸۹۰ – ۲۰ ژوئیهٔ ۱۹۷۴) بازیکن فوتبال بود.
وی همچنین برندهٔ جوایزی همچون صلیب نظامی شده‌است.
از باشگاه‌هایی که در آن بازی کرده‌است می‌توان به باشگاه فوتبال ناتینگهام فارست و باشگاه فوتبال ردینگ اشاره کرد.
وی همچنین در تیم ملی فوتبال آماتورهای انگلستان بازی کرده‌است.